# Colt's Manufacturing Company
La Colt's Manufacturing Company (in precedenza Colt's Patent Fire-Arms Manufacturing Company) è un'azienda statunitense che produce armi da fuoco leggere.

## Storia
Venne fondata da Samuel Colt nel 1855 dopo un primo tentativo imprenditoriale da parte dello stesso Colt nel 1836.
Nel 2002 ne venne scorporato un ramo dedicato alle forniture per l'industria della difesa statunitense, denominato Colt Defence, ma che si riunì con l'azienda madre nel 2013. In seguito, a causa delle perdite di alcuni contratti di fornitura di M4, l'azienda ha dichiarato la bancarotta nel 2015. Nel 2016, durante la ristrutturazione straordinaria ai sensi del chapter 11, ha immesso sul mercato una nuova versione dell'M4 denominata Colt Expanse M4.
Nel febbraio del 2021 la CZ formalizza l'acquisizione del 100% dell'azienda americana Colt manufacturing company Llc, che include anche la Colt Canada corporation; divenendo così parte integrante del gruppo CZ. 

## Prodotti

### Pistole
- Colt 2000
- Colt Agent
- Colt Army Model 1860
- Colt 1851 Navy Revolver
- Colt M1861 Navy
- Colt Anaconda
- Colt Cadet 22
- Colt Detective Special
- Colt King Cobra
- Colt Cobra
- Colt Diamondback
- Colt Double Eagle
- Colt Dragoon Revolver
- Colt Grizzly
- Colt Junior
- Colt King Cobra
- Colt Single Action Army
- Colt Buntline
- Colt M1894 Army DA
- Colt M1900
- Colt M1902
- Colt M1911
- Colt M1917
- Colt M1991
- Colt New Service
- Colt Model 1903 Pocket Hammerless
- Colt Model 1908 Vest Pocket
- Colt Official Police
- Colt Paterson
- Colt Police Positive
- Colt Police Positive Special
- Colt SCAMP
- Colt SF VI, DS II, Magnum Carry (.357 Magnum)
- Colt Python
- Colt Trooper
- Walker Colt
- Woodsman/Woodsman Match Target/Huntsman/Targetsman
- Colt Mustang
- Colt M45 CQBP

### Fucili d'assalto
- M16
- M4
- CAR-15
- Colt ACR
- Colt Lighting
- Colt Modular 901
- Colt Expanse M4
- Colt CM901
- M231

### Mitragliatrici
- Colt-Browning M1895 (in collaborazione con la Browning Arms Company)

### SMG/PDW
- Colt 9mm SMG/Colt SMG 635

### LMG
- Colt LMG/Colt Automatic Rifle

### Fucili da battaglia
- AR-15
- AR-10

## Galleria d'immagini

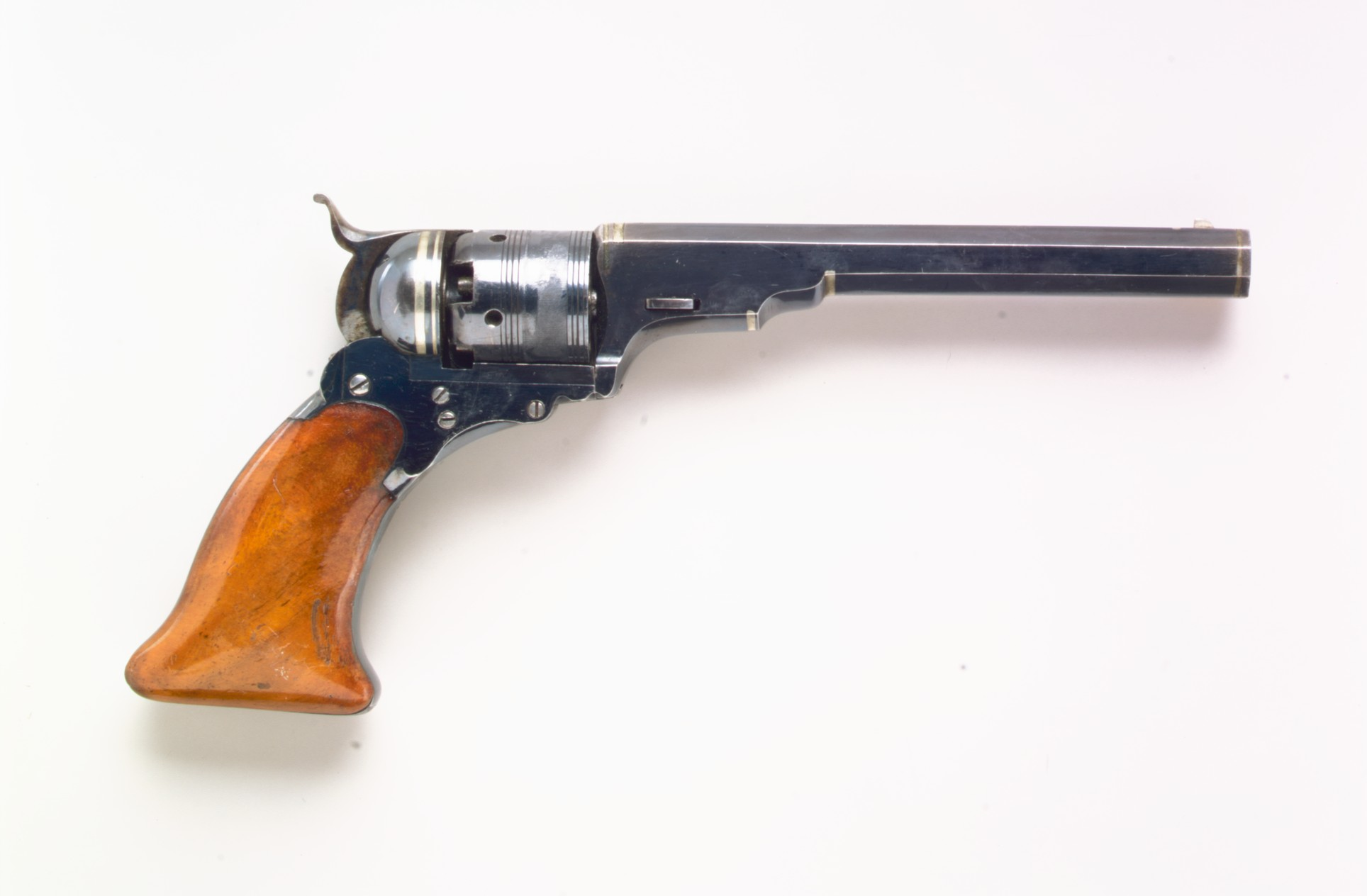
Colt Paterson Percussion Revolver, No. 3, Belt Model, Serial no. 156 (ca. 1838)
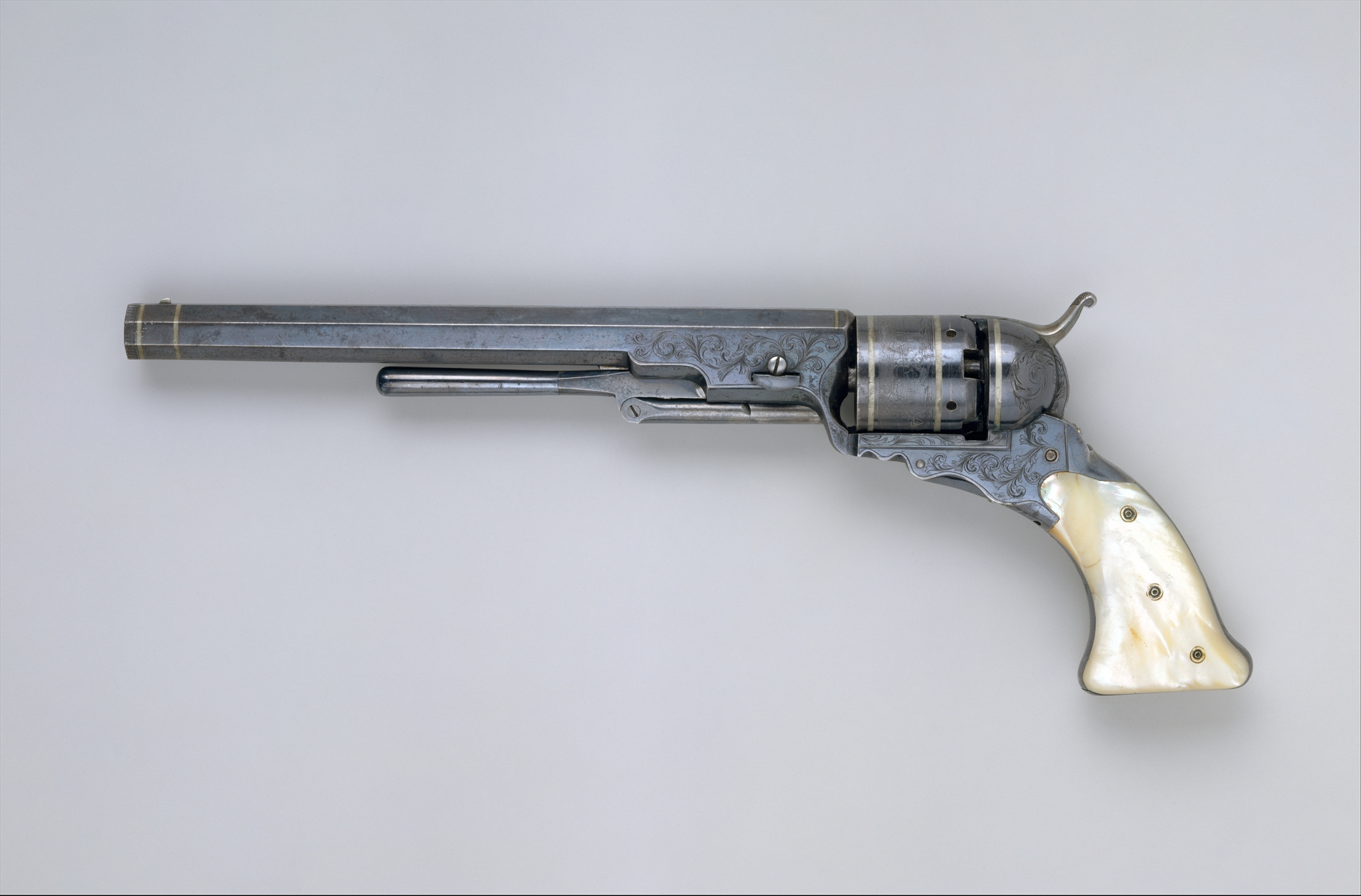
Colt Paterson Percussion Revolver, No. 5, Holster Model (ca. 1840)
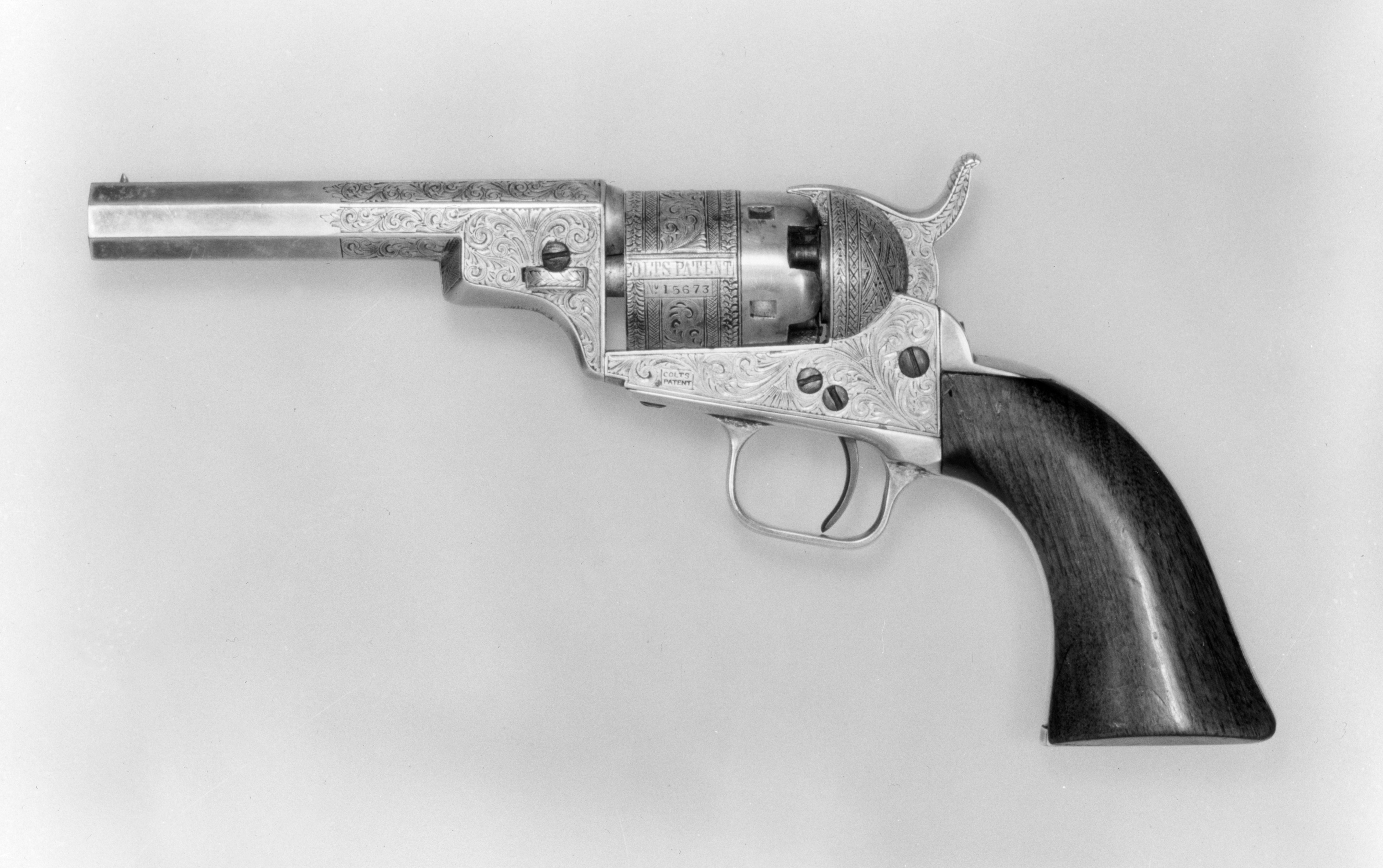
"Wells Fargo" Colt Revolver (ca. 1851)
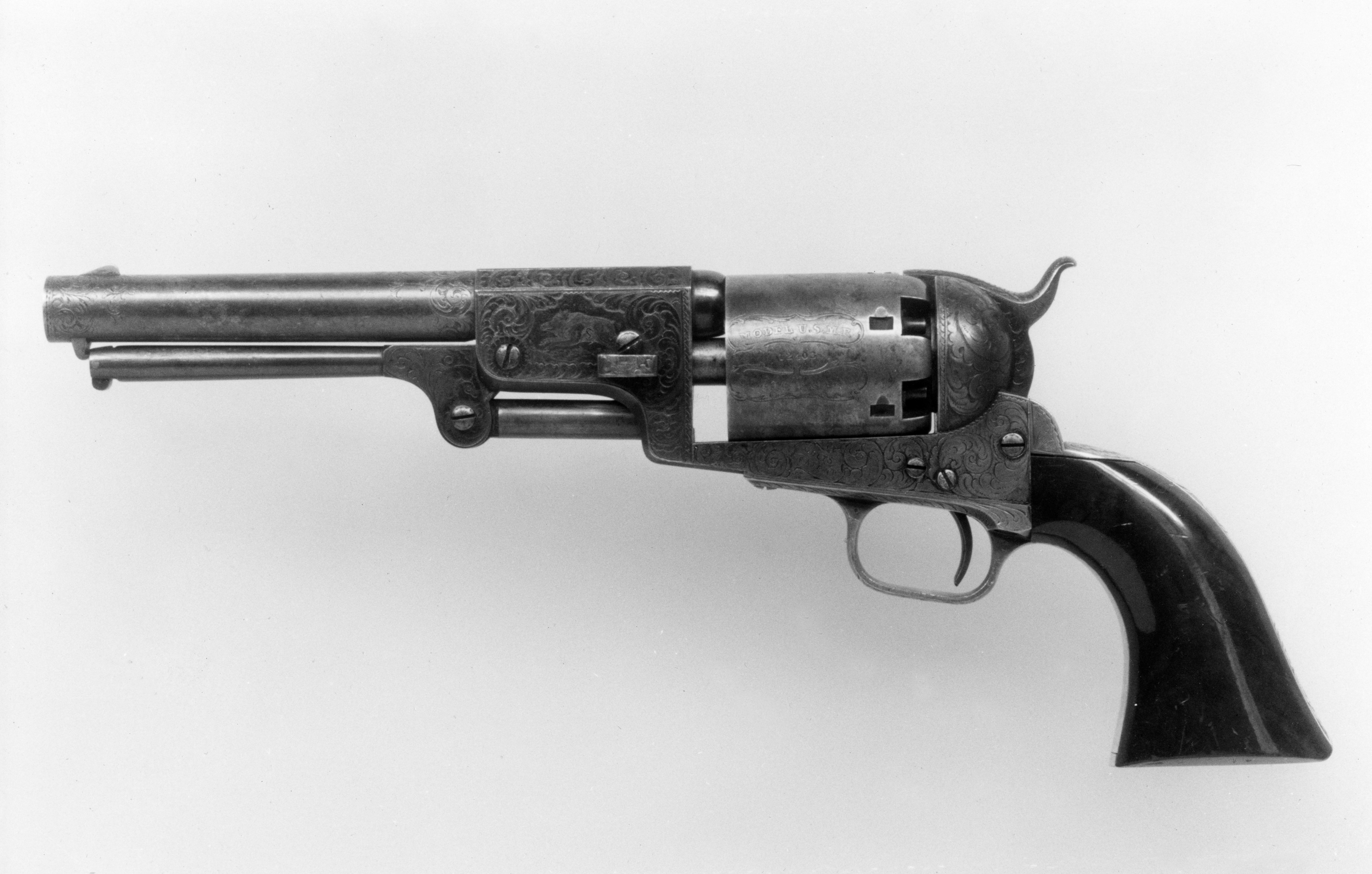
Colt Dragoon Percussion Revolver, Third Model, serial no. 12403 (1852)
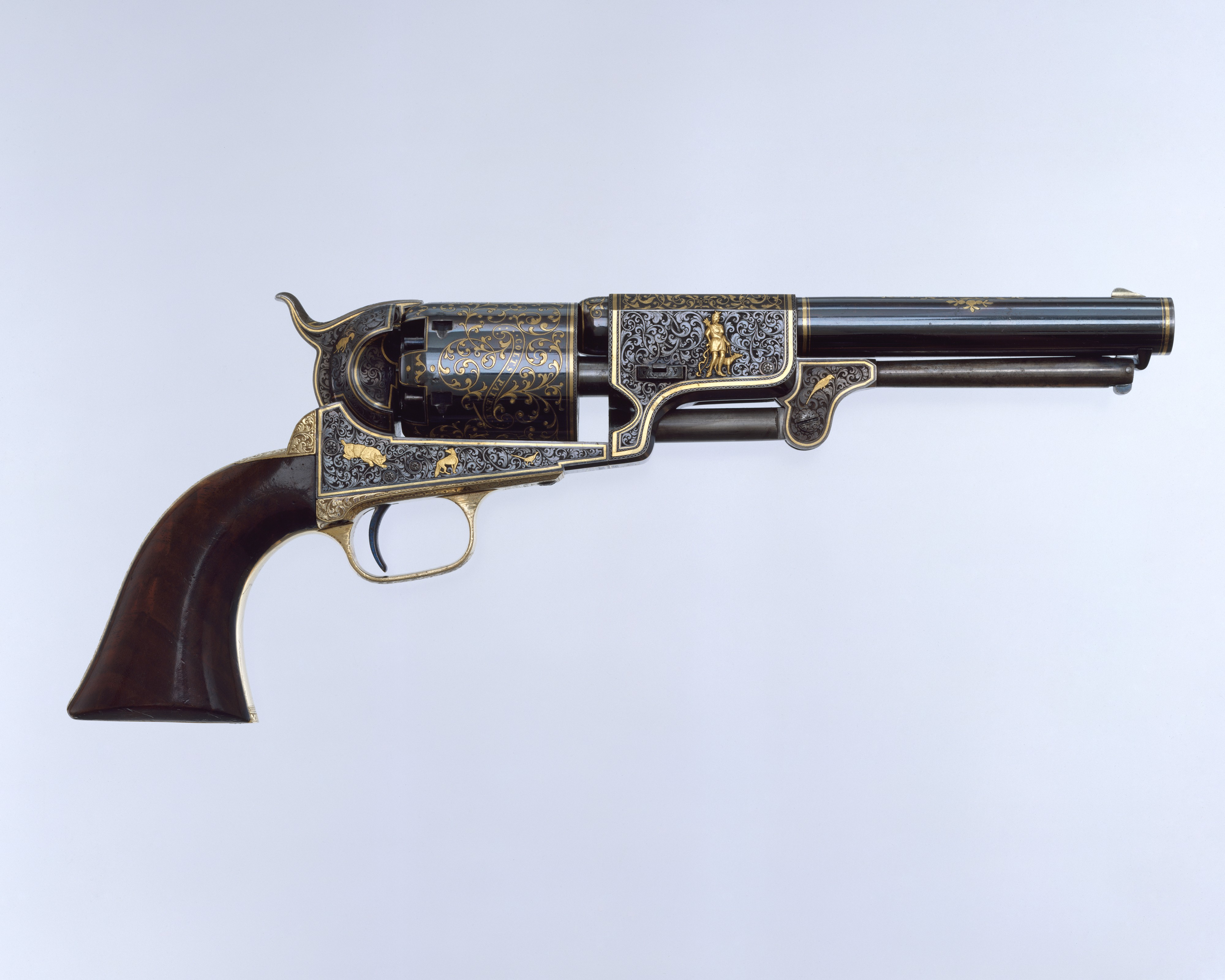
Colt Third Model Dragoon Percussion Revolver, Serial Number 12406 (ca. 1853)
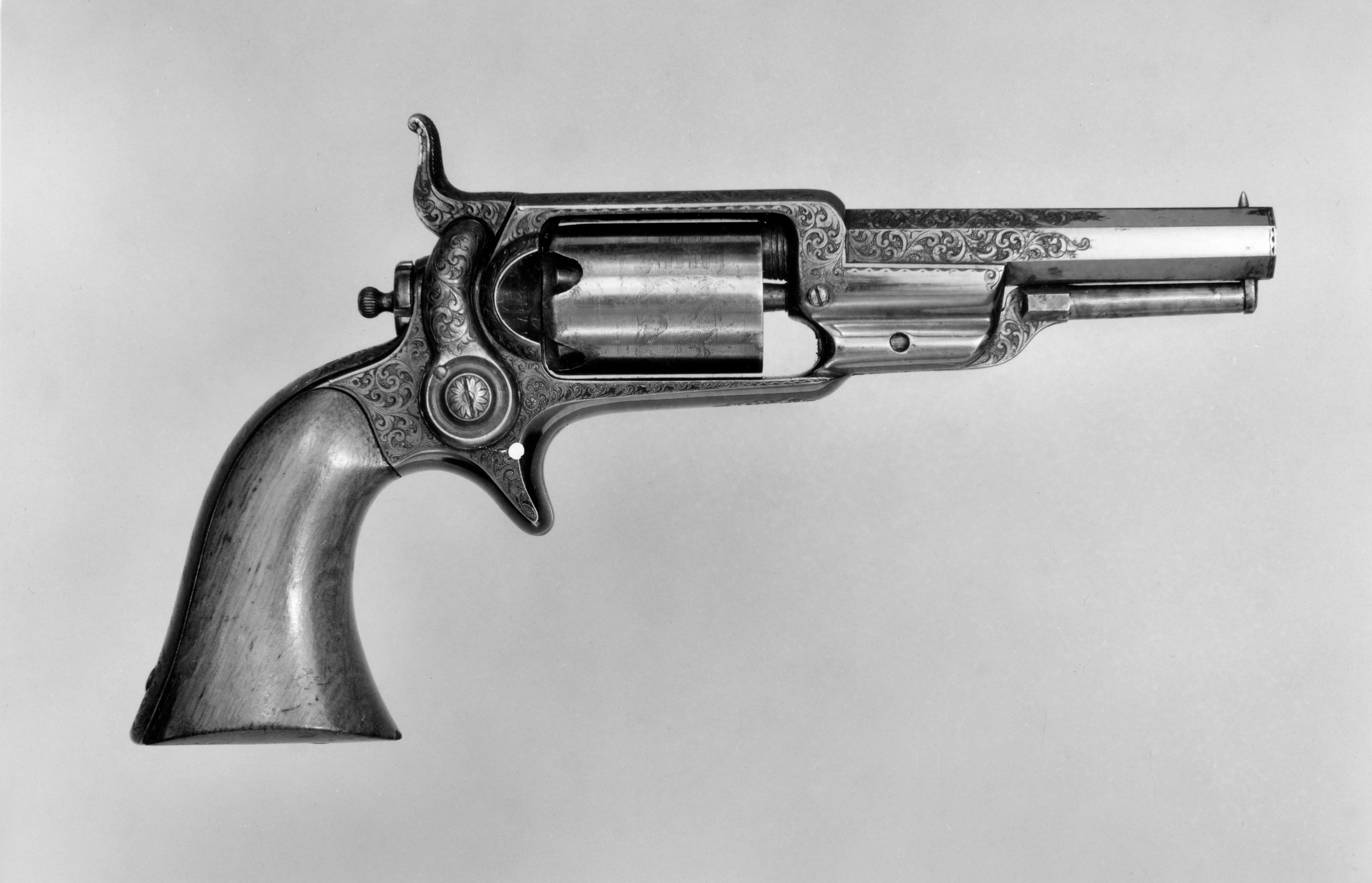
Colt Model 1855 Pocket Percussion Revolver, Serial no. 4460 (1855)
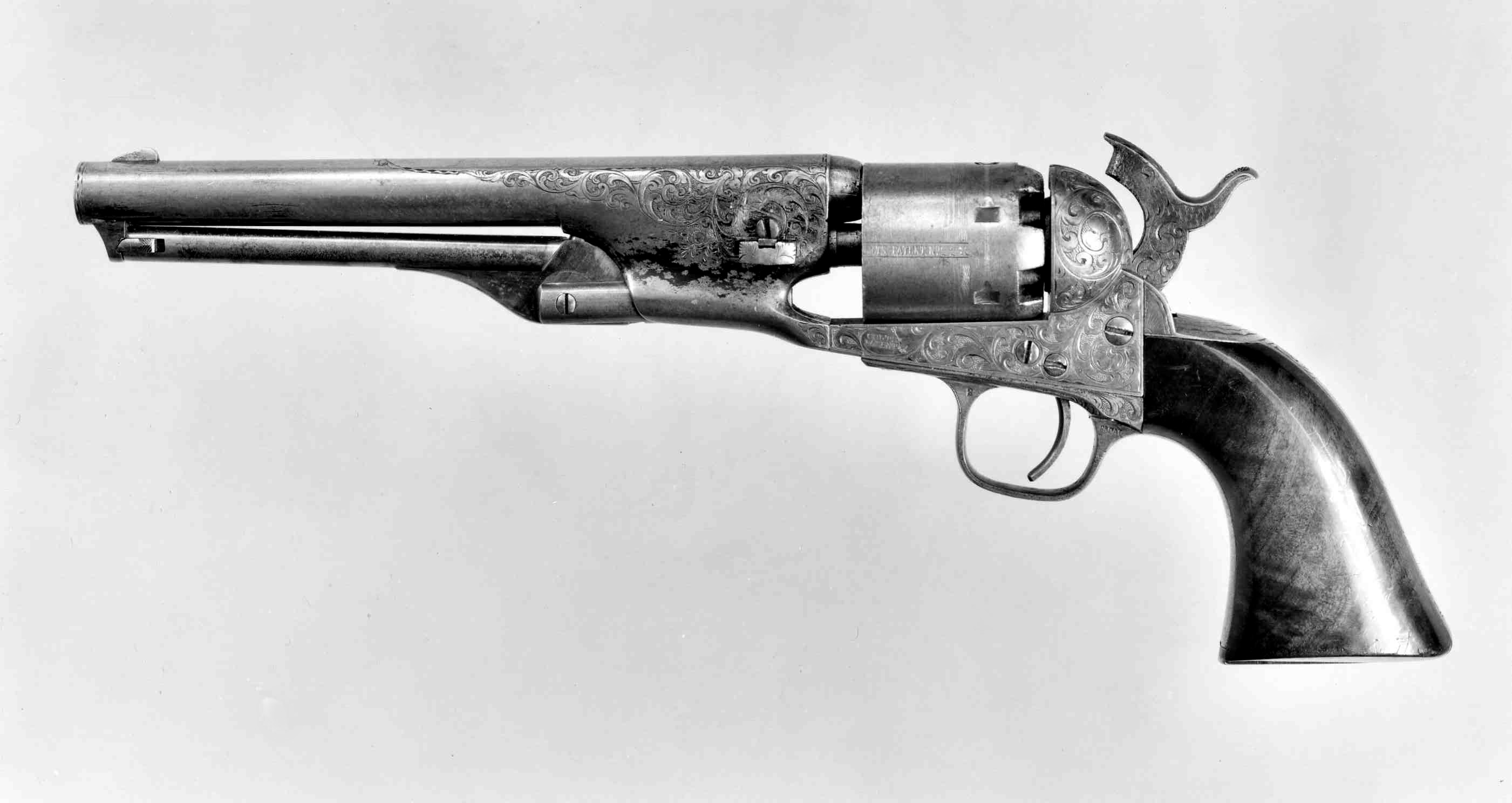
Colt Model 1861 Navy Percussion Revolver, serial no. 12240 (1863)
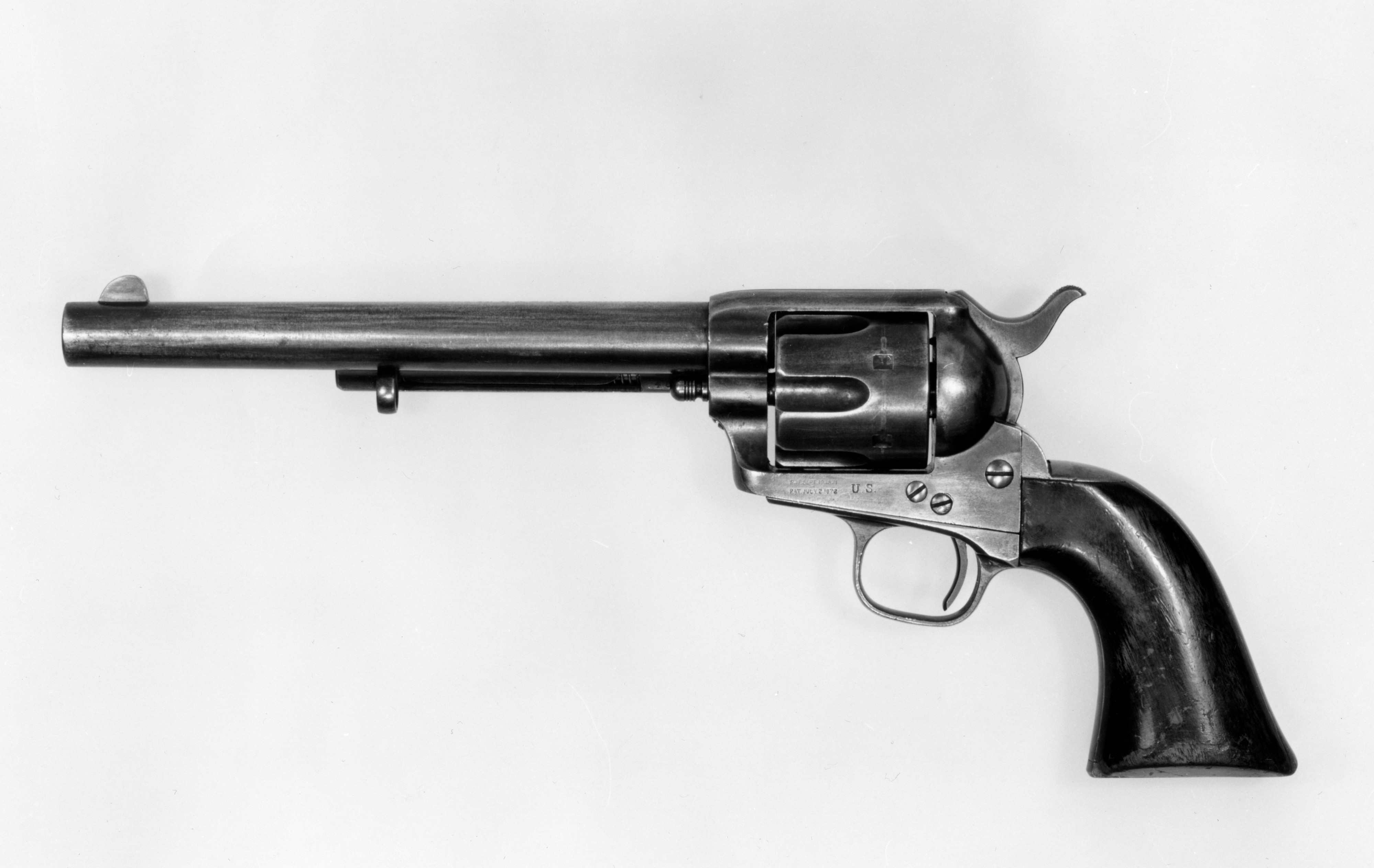
"Peacemaker" Colt Single-Action Army Revolver, serial no. 4519 (1874)